# Adelphobates
Adelphobates – rodzaj płazów bezogonowych z podrodziny Dendrobatinae w rodzinie drzewołazowatych (Dendrobatidae).

## Zasięg występowania
Rodzaj obejmuje gatunki występujące w środkowym i dolnym dorzeczu Amazonki w Peru i Brazylii; prawdopodobnie też w sąsiedniej Boliwii.

## Systematyka

### Etymologia
Adelphobates: gr. αδελφος adelphos „brat”; βατης batēs „piechur”, od βατεω bateō „stąpać”, od βαινω bainō „chodzić”. „Z wielką przyjemnością proponujemy tę nazwę na cześć
Charlesa W. Myersa i Johna W. Daly’ego. Dzięki ambitnemu programowi badań terenowych i laboratoryjnych, który rozpoczął się prawie cztery dekady temu i trwa nadal, współpraca Myersa i Daly’ego doprowadziła do bezprecedensowego wzrostu wiedzy naukowej na temat drzewołazowatych. Choć prowadzili niezależne badania, ich nazwiska stały się synonimami tej grupy i dobrze jest, aby wkład tych naukowych »braci« był upamiętniony tą nazwą rodzajową”.

### Podział systematyczny
Do rodzaju należą następujące gatunki:
- Adelphobates castaneoticus (Caldwell & Myers, 1990)
- Adelphobates galactonotus (Steindachner, 1864)
- Adelphobates quinquevittatus (Steindachner, 1864)